# Cappella Pazzi

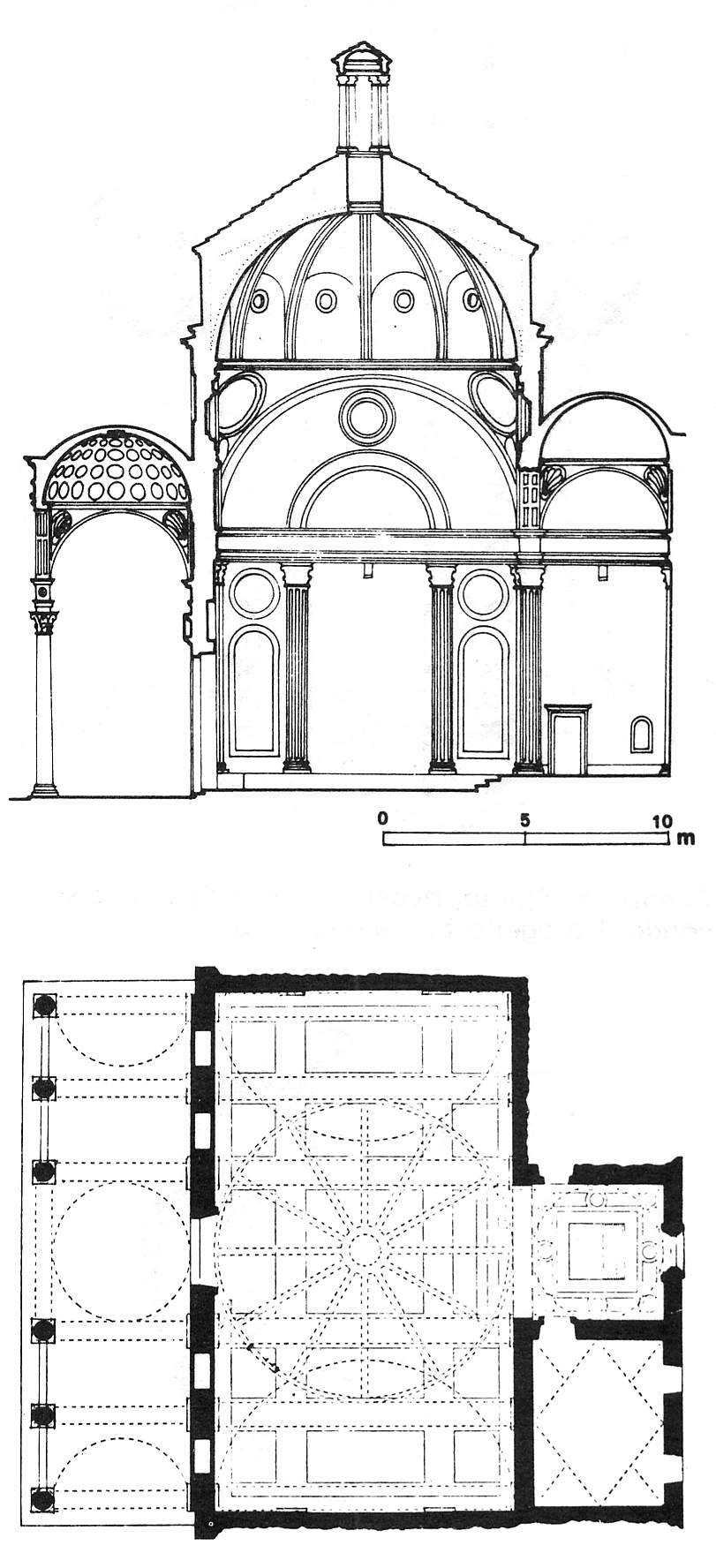
Pianta e sezione di cappella Pazzi

La cappella Pazzi è una delle più note architetture rinascimentali, comunemente considerata il capolavoro di Filippo Brunelleschi, si trova all'interno del primo chiostro della basilica di Santa Croce a Firenze.
Ufficialmente era la sala capitolare di Santa Croce, in realtà era la cappella commemorativa privata della famiglia Pazzi, che aveva sostenuto le spese della costruzione. 
Attraverso l'attenta analisi dei pochi documenti rimasti è stata stabilita una cronologia: la costruzione fu iniziata nel 1442, 4 anni prima della morte di Brunelleschi, la cupola fu completata nel 1460, mentre le decorazioni furono completate poco prima della Congiura dei Pazzi del 1478. 

## Storia
Nel 1423 un vasto incendio distrusse la zona del dormitorio e parte della biblioteca del convento di Santa Croce. Per riparare i danni e ricostruire gli ambienti si fecero avanti il Comune e alcune delle più ricche famiglie cittadine, tra cui i Medici, gli Spinelli e i Pazzi. Andrea de' Pazzi in particolare, già dal 1429 dovette offrirsi per ricostruire la sala capitolare, creando una cappella che, nella parte posteriore, avrebbe anche accolto le sepolture della sua famiglia. Venne dedicata a sant'Andrea, patrono omonimo del committente.
Estremamente difficile, per la scarsità di documenti, è stabilire la cronologia della costruzione della cappella, che comunque dovette procedere con molta lentezza. Il coinvolgimento di Filippo Brunelleschi è in genere datato al 1429, subito dopo il termine dei lavori alla Sagrestia Vecchia di San Lorenzo. Nella portata al catasto del 1433 Andrea de Pazzi si ha un primo documento dell'impegno per la ricostruzione del capitolo (quasi certamente sul sito di quello vecchio andato distrutto), ma fino al 1442 non esistono documenti dell'effettivo avvio dei lavori. 
Le difficoltà economiche rallentarono probabilmente la costruzione avviata, con una ripresa tra il 1442 e il 1446. Nel 1443 si sa che papa Eugenio IV "rimase a cena sul Capitolo di Santa Croce", che era completo solo fino alla trabeazione, e nel 1445 il testamento di Andrea, morto quell'anno, destinava una cospicua somma al completamento della cappella. Un anno dopo morì Brunelleschi, bloccando di nuovo il cantiere. A quegli anni risalgono le opere di Luca della Robbia, amico di Brunelleschi, che preferì a Donatello col quale aveva avuto un conflitto per la decorazione della sagrestia Vecchia in San Lorenzo. Cupola e volte vennero terminati solo nel 1459 e il portico nel 1461, come indicano le iscrizioni rispettivamente nel tamburo e sulla volta esterna.
Né nel 1469, né nel 1473 la cappella era completata, poiché vi venivano destinati nuovi fondi, in particolare, alla seconda data, da parte del cardinale Pietro Riario. Nel 1478 era ancora in corso la costruzione del portico, terminato negli anni immediatamente successivi. In quell'anno però la famiglia Pazzi veniva annientata per gli esiti della congiura contro i Medici, lasciando futuri accrescimenti incompiuti.

## Descrizione
Con un arco di tempo così ampio per il completamento dei lavori è un problema definire con precisione cosa spetti alla paternità del Brunelleschi e cosa sia stato frutto dei suoi continuatori; una parte della critica propende oggi per riconoscere al grande architetto almeno il progetto nelle linee essenziali sia della struttura interna che esterna, compreso il portico, che rappresenterebbe l'unica facciata brunelleschiana. Altri invece, attribuiscono il portico a Giuliano da Maiano.
La cappella è comunque un ottimo esempio di eleganza e sobrietà in architettura, con una maestosa padronanza dei rapporti fra i volumi dell'edificio a vantaggio dell'armonia generale dell'insieme. Le decorazioni si manifestano all'osservatore solo in un secondo momento, nel soffermarsi sui dettagli, completando l'ambiente senza appesantirlo e rubare la scena allo spazio architettonico ed alla sacralità dell'edificio.
Lo schema generale, come nelle altre opere di Brunelleschi, si ispira a un precedente medievale, in questo caso la sala capitolare di Santa Maria Novella (il Cappellone degli Spagnoli, costituito da un vano principale a pianta rettangolare con scarsella), per innovarla applicando scelte di estremo rigore, innestate su alcuni elementi tratti dall'architettura romana e romanica fiorentina. Straordinaria, e spiegabile solo grazie all'intervento regolatore del grande architetto, è l'armonia di proporzioni in un edificio così strettamente vincolato da altri edifici preesistenti su tre lati, tra cui la cappella Medici di Michelozzo, la cappella Baroncelli e la cappella Castellani.

### Esterno

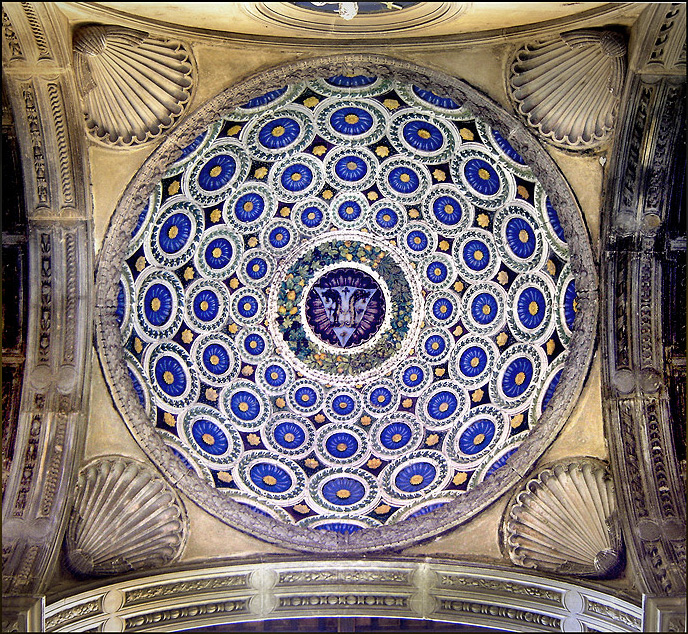
La cupoletta interna, opera di Luca della Robbia

La facciata della chiesa si affaccia sul primo chiostro di Santa Croce. Alcuni la attribuiscono alla continuazione di Giuliano da Maiano, altri invece la riferiscono al disegno originale del maestro, messo in opera dopo la sua morte. Importante è la sua funzione di mediazione spaziale e filtro per la luce, che arriva all'interno in maniera diffusa e omogenea.
Il portico anteriore ricorda la maestosa struttura degli archi di trionfo romani. Sei colonne corinzie sostengono un attico alleggerito, spartito in riquadri delimitati da lesene a coppie e interrotto al centro dall'arcata a tutto sesto, memore dei motivi scenografici del pronao e dell'arco di trionfo del mondo antico. Il coronamento, incompiuto, è stato protetto da una tettoia a facciavista. Secondo il Vasari il progetto prevedeva un coronamento a timpano. Il fregio sull'architrave, con piccoli tondi che racchiudono teste di cherubini è opera attribuita a Desiderio da Settignano e artisti della scuola di Donatello. Il portico è coperto da volta a botte con cassettoni, mentre in corrispondenza dell'arcata si trova una cupoletta, il tutto ricoperto da rosoni in terracotta invetriata dove si incontra lo stemma Pazzi. La cupoletta in particolare spicca per la complessa decorazione dalla brillante policromia opera di Luca della Robbia, autore anche del tondo con Sant'Andrea (patrono del committente) sopra la porta. Arricchiscono l'insieme della cupola interna le conchiglie a rilievo negli angoli e, al centro, lo stemma dei Pazzi coi delfini entro una ghirlanda di foglie e frutti. Vi si legge inoltre la data "1461 A. DI 10 Giugno".
Sull'architrave due angeli reggono un tondo con due delfini e cinque crocette ricrociate, arme moderna della famiglia Pazzi; nel timpano soprastante un rilievo di Sant'Andrea tra due angeli. I battenti lignei, finemente intagliati con figure floreali e geometriche e al centro rosoni con gli stemmi del Popolo e del Comune, furono realizzati da Giuliano da Maiano nel 1472. Ai lati della porta si aprono due alti finestroni centinati, incorniciati dalle lesene che corrispondono all'altezza delle colonne del portico.
Sullo sfondo della facciata si eleva la cupola a ombrello che ricorda molto la Sagrestia Vecchia della basilica di San Lorenzo, impostata all'esterno entro un basso cilindro con copertura a cono (tamburo) e sormontata da una leggerissima lanterna. È divisa in dodici spicchi su ciascuno dei quali si apre un oculo e può evocare simbolicamente il numero degli apostoli e la grazia (la luce) che filtra da essi dall'entità divina (il sole, all'esterno). Sull'intonaco del tamburo esterno è leggibile un'iscrizione in rosso sinopia che reca le parole "a d' 11 ottobre 1459 si fornì".

### Interno

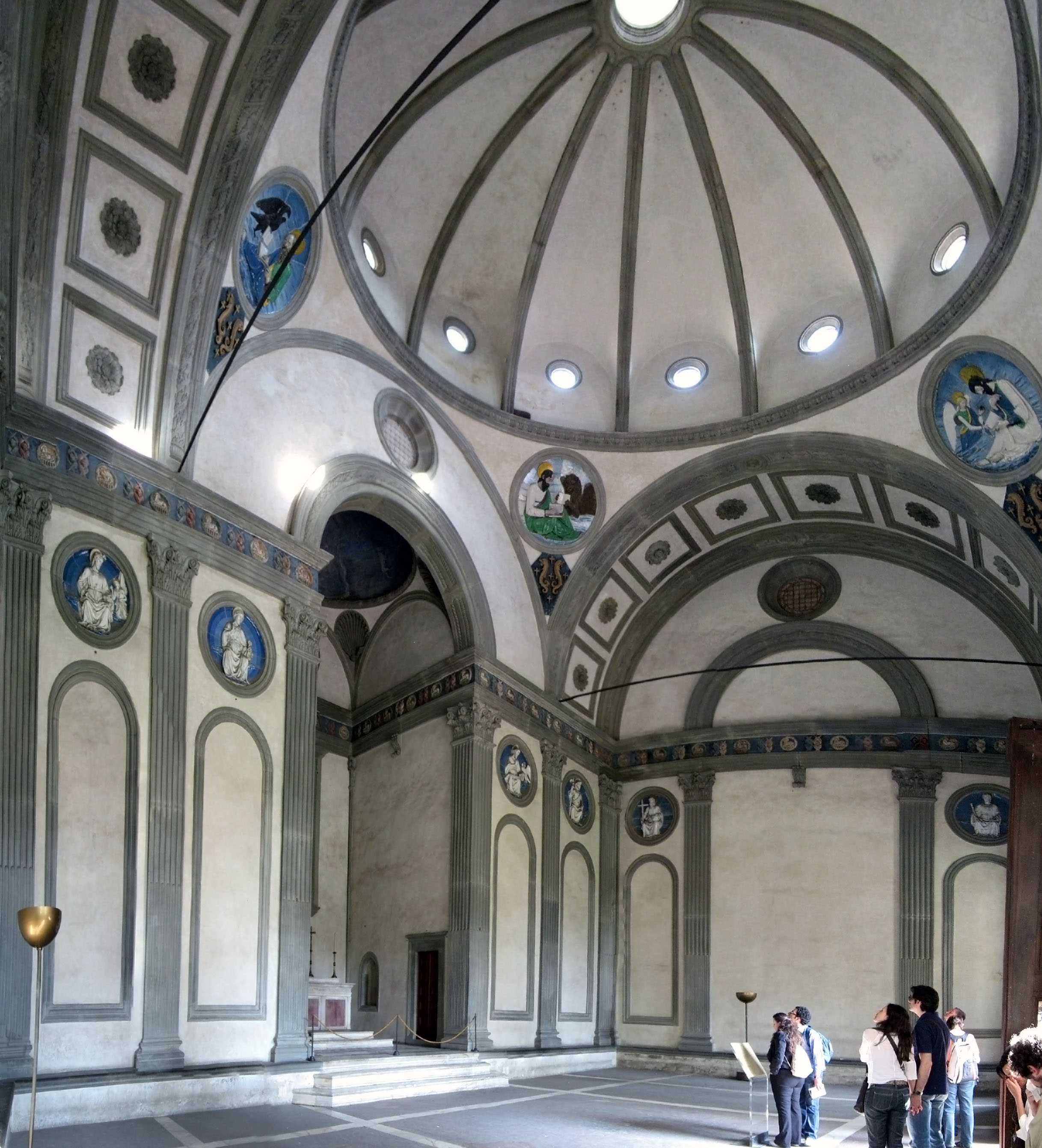
Interno

L'interno è molto essenziale e si basa, come a San Lorenzo, nel modulo a 20 braccia fiorentine (circa 11,66 metri), che è la misura della larghezza dell'area centrale, dell'altezza dei muri interni e del diametro della cupola, in modo da avere un cubo immaginario sormontato da una semisfera. A questo schema vanno aggiunte le due ali laterali (coperte da volta a botte cassettonata e con rosoni), un quinto ciascuno rispetto al lato del cubo centrale, e la scarsella dell'altare (con cupoletta), larga un altro quinto, pari all'arco di ingresso. La principale differenza con la pianta della sagrestia Vecchia è quindi la base rettangolare, sebbene egregiamente mascherata, che fu influenzata dall'assetto degli edifici preesistenti attorno. Se si tiene conto però anche della scarsella e del portico esterno, ecco che, grazie alla compensazione delle ali laterali, la pianta torna inscrivibile in un quadrato.

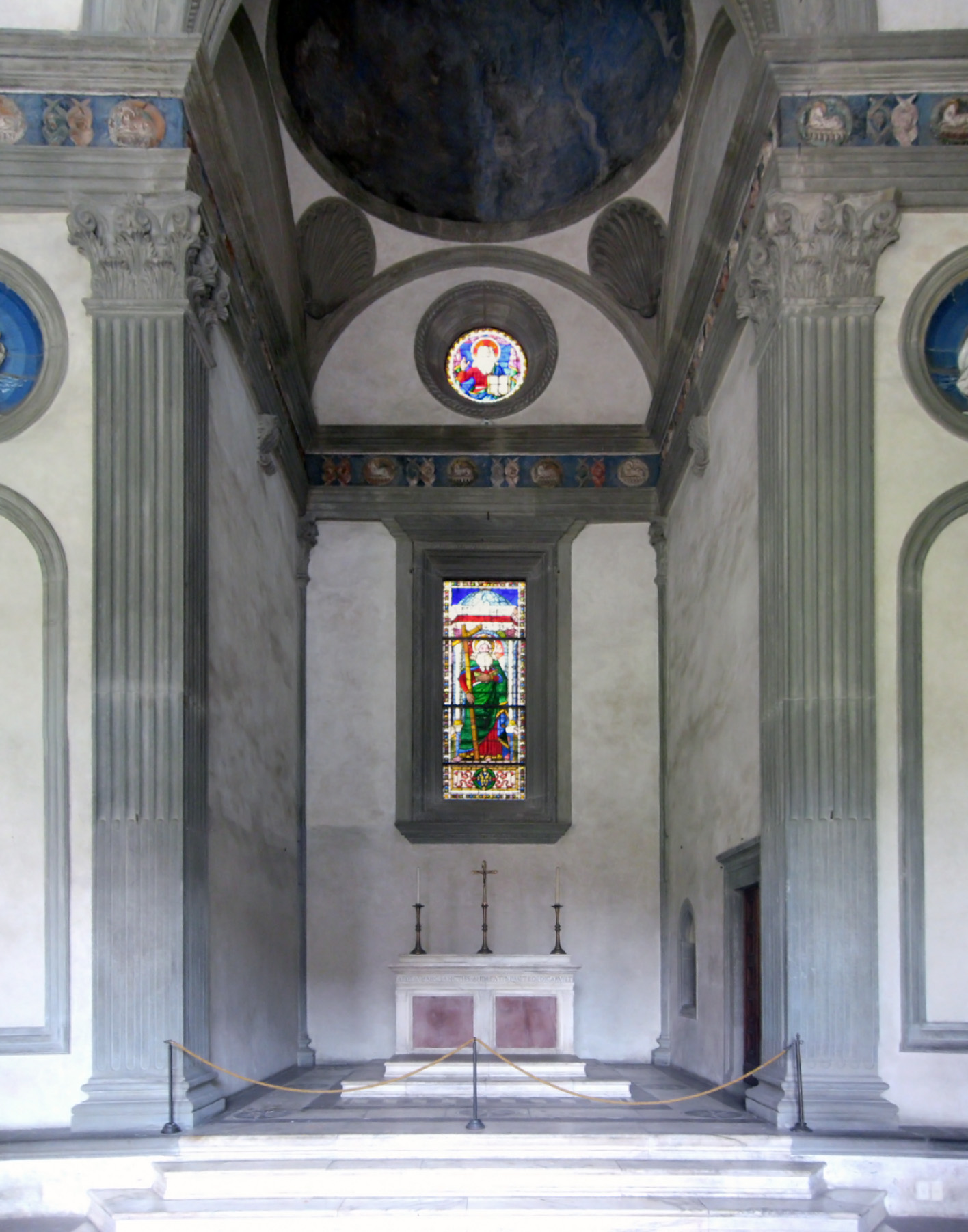
La scarsella

Una panca in pietra serena corre sul perimetro e venne costruita per permettere l'uso della cappella anche come sala capitolare dei monaci. Dalla panca si dipartono le paraste corinzie, sempre in pietra serena, che scandiscono l'ambiente e si collegano alle membrature superiori della trabeazione; grazie all'espediente della panca che fa da zoccolo, l'imposta delle lesene è la medesima anche nella scarsella, che è rialzata di alcuni gradini. L'apertura ad arco sopra il vano dell'altare è riprodotta anche sulle altre pareti, così come il profilo della finestra tonda sulla parete di accesso, creando un puro ritmo geometrico. La cupola è alleggerita dai sottili costoloni a rilievo e la luce inonda la cappella dalla lanterna e dalle finestrelle disposte sul tamburo. Il grigio omogeneo e profondo della pietra si staglia sul fondo a intonaco bianco, nello stile più tipico del grande architetto fiorentino.
Un piccolo ambiente, accessibile da una porta nella parete destra della scarsella, era il luogo per la sepoltura dei membri della famiglia Pazzi e il culto privato. Sul lato opposto si trovava invece una porta che permetteva l'accesso alla basilica di Santa Croce, poi chiusa e smantellata.
La decorazione plastica è strettamente subordinata all'architettura, come nella Sagrestia Vecchia: le pareti accolgono dodici grandi medaglioni in terracotta invetriata con gli Apostoli, tra le migliori creazioni di Luca della Robbia; più in alto si trova il fregio, sempre con il tema dei Cherubini come all'esterno e con l'aggiunta dell'Agnello, simbolo di Redenzione, ma anche della potente Arte della Lana. Nei pennacchi della cupola, altri 4 tondi policromi sempre in terracotta, rappresentano gli Evangelisti sono attribuiti a Luca della Robbia o al Brunelleschi stesso che ne avrebbe curato il disegno prima di affidarne la realizzazione alla bottega dei Della Robbia: in queste opere si può cogliere la polemica di Brunelleschi contro le decorazioni troppo espressive di Donatello nella Sacrestia Vecchia, che avevano "invaso" il sacello disturbando, a suo parere, l'essenzialità dell'architettura. La dimensione e il punto di vista delle rappresentazioni è infatti calibrato su uno spettatore al centro della cappella, con i raggi dietro gli evangelisti e i loro libri scorciati in maniera accurata. I pennacchi ospitano stemmi della famiglia Pazzi.
L'altare, di scuola donatelliana, è privo di ancona, cioè di una pala d'altare dipinta o scolpita. Secondo Brunelleschi era preferibile l'uso essenziale delle sole vetrate. Le due vetrate della scarsella completano il ciclo iconografico e sono state realizzate su disegno di Alesso Baldovinetti, raffigurando Sant'Andrea (quella rettangolare) e il Padre Eterno (nell'oculo), che è in diretta corrispondenza con il medaglione di Sant'Andrea sulla porta d'ingresso nel portico.

### Le rappresentazioni del cielo

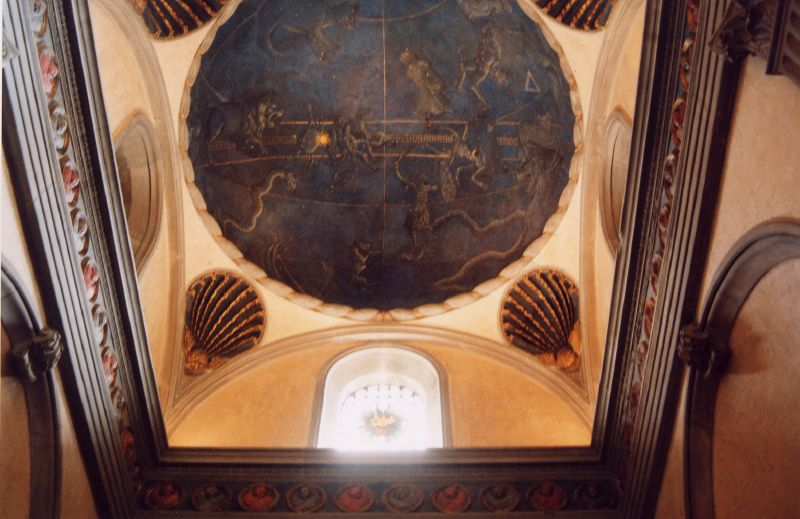
Chiesa di San Lorenzo, particolare della Sagrestia Vecchia

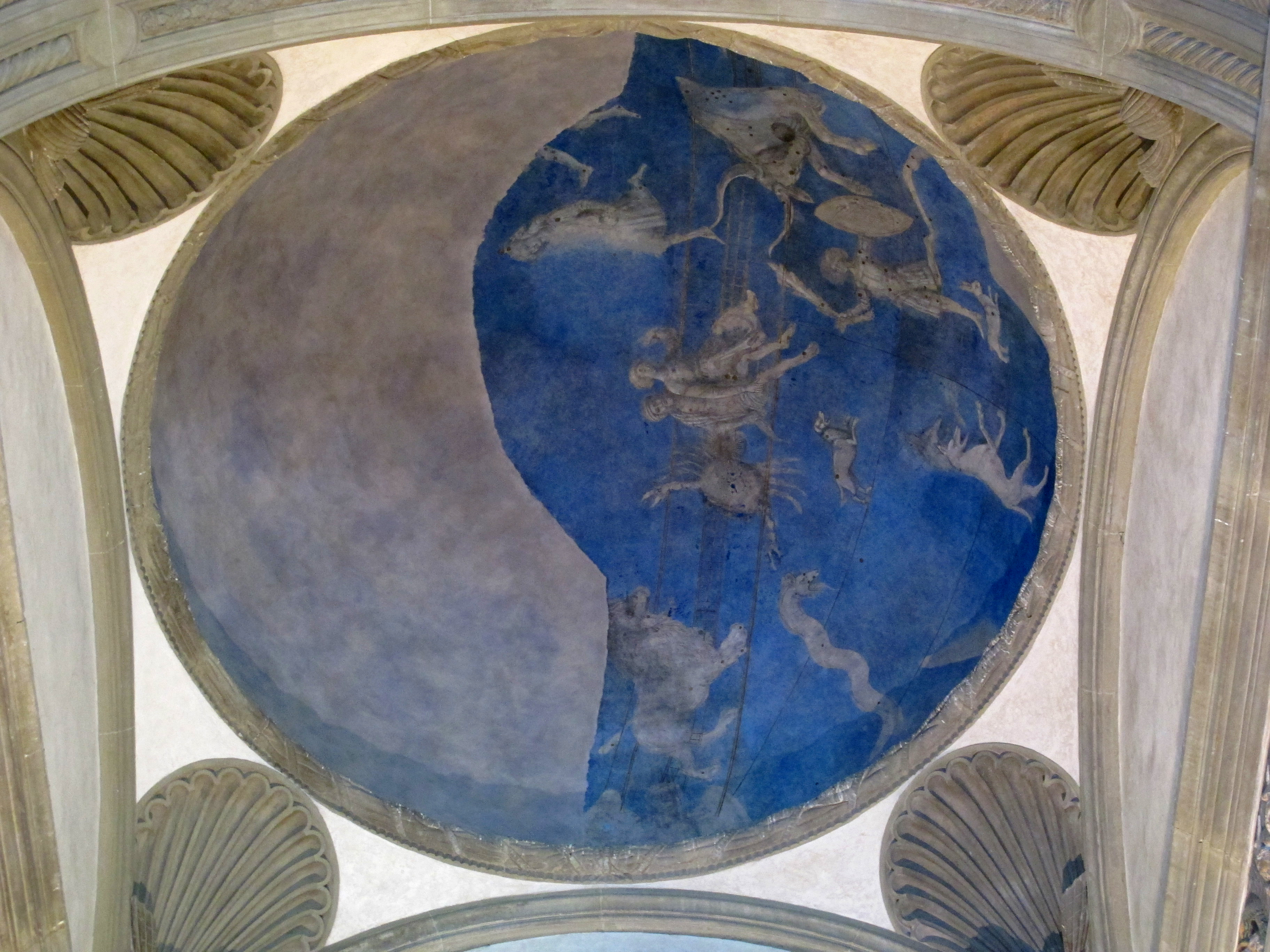
Cappella dei Pazzi, particolare della cupoletta sopra l'altare

Durante il Medioevo e poi il Rinascimento in molti edifici pubblici si ritrovano rappresentazioni celesti, ad esempio lo Zodiaco del palazzo della Ragione di Padova (1425-1440) e il salone dei Mesi di palazzo Schifanoia a Ferrara (1469).
Anche in due delle opere più famose di Brunelleschi si trova una volta stellata dipinta: la Sagrestia Vecchia della chiesa di San Lorenzo e la cappella dei Pazzi della chiesa di Santa Croce. In ambedue decora la cupoletta della scarsella, sopra l'altare, e rappresenta il cielo con le costellazioni che transitavano sopra Firenze il 4 luglio 1442. Per la volta stellata della Sagrestia di San Lorenzo abbiamo anche il nome del pittore che la eseguì, Giuliano d'Arrigo detto "il Pesello" su indicazione dell'astronomo e matematico Paolo dal Pozzo Toscanelli; ambedue furono probabilmente anche gli autori dello stesso motivo nella Cappella de' Pazzi. La scelta della data è stata messa in relazione con la venuta a Firenze di Renato d'Angiò, che all'epoca veniva visto come il condottiero che poteva comandare una nuova crociata per la riconquista della Terrasanta e la sconfitta degli Ottomani che stavano mettendo in gravi difficoltà l'impero bizantino.

## Retaggio
La cappella dei Pazzi rappresenta un'importante struttura nel quadro delle riflessioni sugli edifici a pianta centrale, iniziata dagli architetti del Rinascimento e proseguita con opere come le chiese di Santa Maria delle Carceri a Prato, San Biagio a Montepulciano o Santa Maria Nuova a Cortona. Anche la basilica di San Pietro in Vaticano era stata inizialmente progettata da Bramante con una pianta a croce greca. Nell'architettura religiosa questo modello fu poi abbandonato con la Controriforma e con l'affermazione generale della pianta a croce latina o comunque degli schemi ad asse longitudinale.